# Championnat de France de basket-ball 2000-2001
Navigation
Saison précédente Saison suivante
La saison 2000-2001 du championnat de France de basket-ball de Pro A est la 79e édition du championnat de France masculin de basket-ball, la 14e depuis la création de la LNB.
Le championnat de Pro A de basket-ball est le plus haut niveau du championnat de France.
Seize clubs participent à la compétition. À la fin de la saison régulière, les équipes classées de 1 à 8 sont automatiquement qualifiées pour les quarts de finale des playoffs. Le vainqueur de ces playoffs est désigné Champion de France. L'équipe classée 16e de Pro A à l'issue de la saison régulière du championnat, descend en Pro B. Elle est remplacée par le club champion de France de Pro B. L'équipe classée 15e de Pro A à l'issue de la saison régulière du championnat dispute les barrages avec les équipes classées de 2 à 8 en Pro B.
Le Havre et Bourg-en-Bresse ont rejoint la Pro A à l’issue de la saison 1999-2000. Besançon et Évreux sont relégués en Pro B. Le tenant du titre, Limoges a été relégué en Pro B à l'issue de la saison 1999-2000 à cause de problèmes financiers et n'a donc pas pu défendre son titre. 
La saison régulière a débuté le 14 octobre 2000 et s'est terminé le 9 mai 2001. Pau-Orthez a remporté le championnat pour la septième fois de son histoire en battant en finale l'ASVEL en trois manches.

## Clubs participants
| Clubs                | Salles (Capacités)                                    | Villes           |
| -------------------- | ----------------------------------------------------- | ---------------- |
| Antibes              | Espace sportif Jean Bunoz (5000 places)               | Antibes          |
| Besançon             | Palais des Sports (4000 places)                       | Besançon         |
| Bourg-en-Bresse      | Salle des Sports (2300 places)                        | Bourg-en-Bresse  |
| Chalon-sur-Saône     | Maison des Sports (2200 places)                       | Chalon-sur-Saône |
| Cholet               | La Meilleraie (4 500 places)                          | Cholet           |
| Dijon                | Palais des sports Jean-Michel-Geoffroy (4 628 places) | Dijon            |
| Évreux               | Salle Jean Fourre (3400 places)                       | Évreux           |
| Gravelines-Dunkerque | Sportica (3 500 places)                               | Gravelines       |
| Le Havre             | Salle des Docks Océane (3 598 places)                 | Le Havre         |
| Le Mans              | Antarès (6 000 places)                                | Le Mans          |
| Lyon-Villeurbanne    | Astroballe (5 600 places)                             | Villeurbanne     |
| Montpellier          | Palais des sports Pierre-de-Coubertin (4800 places)   | Montpellier      |
| Nancy                | Palais des sports Jean Weille (6 027 places)          | Nancy            |
| Paris                | Stade Pierre-de-Coubertin (4 200 places)              | Paris            |
| Pau-Orthez           | Palais des sports de Pau (7 813 places)               | Pau              |
| Strasbourg           | Rhenus Sport (6 200 places)                           | Strasbourg       |

## Classement final de la saison régulière
| Rang | Équipe                    | Pts | J  | G  | P  | Pp   | Pc   | Diff |
| ---- | ------------------------- | --- | -- | -- | -- | ---- | ---- | ---- |
| 1    | Lyon-Villeurbanne (F) (C) | 54  | 30 | 24 | 6  | 2507 | 2174 | 333  |
| 2    | Pau-Orthez                | 52  | 30 | 22 | 8  | 2547 | 2244 | 303  |
| 3    | Le Mans                   | 52  | 30 | 22 | 8  | 2589 | 2470 | 119  |
| 4    | Strasbourg                | 51  | 30 | 21 | 9  | 2518 | 2287 | 231  |
| 5    | Dijon                     | 49  | 30 | 19 | 11 | 2335 | 2162 | 173  |
| 6    | Nancy                     | 49  | 30 | 19 | 11 | 2416 | 2333 | 83   |
| 7    | Chalon-sur-Saône          | 48  | 30 | 18 | 12 | 2185 | 2073 | 112  |
| 8    | Paris                     | 47  | 30 | 17 | 13 | 2353 | 2268 | 85   |
| 9    | Cholet                    | 44  | 30 | 14 | 16 | 2379 | 2343 | 36   |
| 10   | Bourg-en-Bresse (P)       | 43  | 30 | 13 | 17 | 2303 | 2410 | -107 |
| 11   | Gravelines-Dunkerque      | 42  | 30 | 12 | 18 | 2516 | 2569 | -53  |
| 12   | Antibes                   | 41  | 30 | 11 | 19 | 2384 | 2414 | -30  |
| 13   | Montpellier               | 39  | 30 | 9  | 21 | 2363 | 2584 | -221 |
| 14   | Le Havre (P)              | 37  | 30 | 7  | 23 | 2317 | 2631 | -314 |
| 15   | Évreux                    | 37  | 30 | 7  | 23 | 2246 | 2532 | -286 |
| 16   | Besançon                  | 35  | 30 | 5  | 25 | 2116 | 2580 | -464 |

|     | Qualification pour les Play-offs 2001 |
|     | Barrage Pro A/Pro B                   |
|     | Relégation en Pro B                   |
| (F) | Finaliste 2000                        |
| (P) | Promu 2000                            |
| (C) | Vainqueur Coupe de France             |

## Playoffs
|  | Quarts de finale        | Quarts de finale | Quarts de finale | Quarts de finale |                |    | Demi-finales | Demi-finales       | Demi-finales | Demi-finales |  |  | Finale | Finale | Finale | Finale |
|  |                         |                  |                  |                  |                |    |              |                    |              |              |  |  |        |        |        |        |
|  | 19 et 22 mai 2001       |                  |                  |                  |                |    |              |                    |              |              |  |  |        |        |        |        |
|  |                         |                  |                  |                  |                |    |              |                    |              |              |  |  |        |        |        |        |
|  | (1) ASVEL               | 102              | 95               |                  |                |    |              |                    |              |              |  |  |        |        |        |        |
|  | (1) ASVEL               | 102              | 95               | 6 et 9 juin 2001 |                |    |              |                    |              |              |  |  |        |        |        |        |
|  | (8) Paris Basket Racing | 75               | 69               |                  |                |    |              |                    |              |              |  |  |        |        |        |        |
|  | (8) Paris Basket Racing | 75               | 69               | (1) ASVEL        | 94             | 84 |              |                    |              |              |  |  |        |        |        |        |
|  | 19, 22 et 26 mai 2001   |                  |                  | (1) ASVEL        | 94             | 84 |              |                    |              |              |  |  |        |        |        |        |
|  |                         | (4) Strasbourg   | 70               | 62               |                |    |              |                    |              |              |  |  |        |        |        |        |
|  | (4) Strasbourg          | (4) Strasbourg   | 70               | 62               | 86             | 54 | 85           |                    |              |              |  |  |        |        |        |        |
|  | (4) Strasbourg          |                  |                  |                  | 86             | 54 | 85           | 19 et 23 juin 2001 |              |              |  |  |        |        |        |        |
|  | (5) Dijon               | 72               | 82               | 74               |                |    |              |                    |              |              |  |  |        |        |        |        |
|  | (5) Dijon               | 72               | 82               | 74               | (1) ASVEL      | 78 | 73           | 70                 |              |              |  |  |        |        |        |        |
|  | 19, 22 et 26 mai 2001   |                  |                  |                  | (1) ASVEL      | 78 | 73           | 70                 |              |              |  |  |        |        |        |        |
|  |                         | (2) Pau-Orthez   | 90               | 64               | 81             |    |              |                    |              |              |  |  |        |        |        |        |
|  | (2) Pau-Orthez          | (2) Pau-Orthez   | 90               | 64               | 81             | 80 | 85           | 80                 |              |              |  |  |        |        |        |        |
|  | (2) Pau-Orthez          | 6 et 9 juin 2001 |                  |                  |                | 80 | 85           | 80                 |              |              |  |  |        |        |        |        |
|  | (7) Chalon-sur-Saône    | 89               | 71               | 71               |                |    |              |                    |              |              |  |  |        |        |        |        |
|  | (7) Chalon-sur-Saône    | 89               | 71               | 71               | (2) Pau-Orthez | 82 | 85           |                    |              |              |  |  |        |        |        |        |
|  | 19, 22 et 26 mai 2001   |                  |                  |                  | (2) Pau-Orthez | 82 | 85           |                    |              |              |  |  |        |        |        |        |
|  |                         | (3) Le Mans      | 74               | 81               |                |    |              |                    |              |              |  |  |        |        |        |        |
|  | (3) Le Mans             | (3) Le Mans      | 74               | 81               | 108            | 73 | 80           |                    |              |              |  |  |        |        |        |        |
|  | (3) Le Mans             |                  |                  |                  |                | 73 | 80           |                    |              |              |  |  |        |        |        |        |
|  | (6) Nancy               | 94               | 91               | 71               |                |    |              |                    |              |              |  |  |        |        |        |        |
|  | (6) Nancy               | 94               | 91               | 71               |                |    |              |                    |              |              |  |  |        |        |        |        |
|  |                         |                  |                  |                  |                |    |              |                    |              |              |  |  |        |        |        |        |

Le match aller se joue chez l'équipe la moins bien classée lors de la saison régulière, le match retour et la belle éventuelle chez l'équipe la mieux classée lors de la saison régulière.

## Leaders de la saison régulière
| Catégorie                  | Joueur         | Équipe      | Statistiques |
| -------------------------- | -------------- | ----------- | ------------ |
| Points par match           | Curtis McCants | Montpellier | 21,7         |
| Rebonds par match          | Jamie Arnold   | Évreux      | 11,3         |
| Passes décisives par match | Curtis McCants | Montpellier | 8,9          |
| Interceptions par match    | Frankie King   | Paris       | 2,8          |
| Contres par match          | Andre Riddick  | Dijon       | 2,5          |
| % aux tirs                 | Jason Lawson   | Pau-Orthez  | 67,8 %       |
| % aux lancer-francs        | Keith Jennings | Strasbourg  | 92,8 %       |
| % à 3 points               | Didier Gadou   | Pau-Orthez  | 49,0 %       |

## Récompenses individuelles
| - MVP français : - MVP étranger : - Meilleur défenseur : - Meilleur espoir : - Meilleur entraîneur : | Jim Bilba (ASVEL) Bill Edwards (ASVEL) Jim Bilba (ASVEL) Tony Parker (Paris) Vincent Collet (Le Mans) |

- Jim Bilba (ASVEL) et Keith Jennings (Strasbourg) ont été élus MVP français et étranger selon le référendum L'Équipe établi auprès des journalistes.